# Estancja

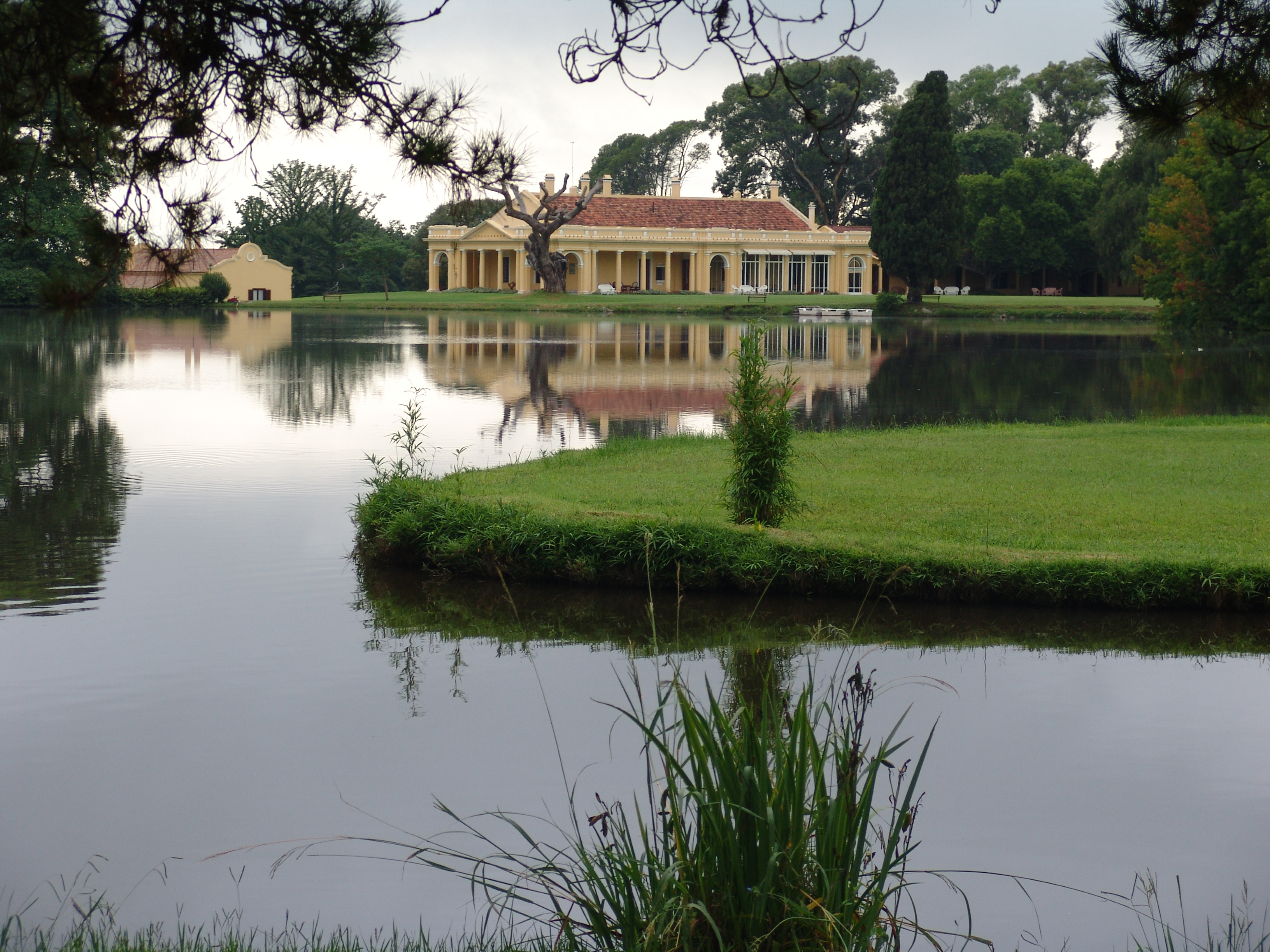
Estancja

Estancja – rodzaj gospodarstwa rolnego w północnej 
Argentynie, posiadającego powierzchnię od 15 000 do 35 000 ha. W większości przypadków jest własnością firm specjalizujących się w produkcji spożywczej, rzadziej jest to latyfundium stanowiące własność osób prywatnych. Hoduje się na niej przede wszystkim zwierzęta opasowe i owce (ze względu na wełnę) oraz rośliny pastewne i zboża. Typowa dla Argentyny forma hacjendy.